# 1815.
◄ | 18. stoljeće | 19. stoljeće | 20. stoljeće | ►
◄ | 1780-ih | 1790-ih | 1800-ih | 1810-ih | 1820-ih | 1830-ih | 1840-ih | ►
◄◄ | ◄ | 1812. | 1813. | 1814. | 1815. | 1816. | 1817. | 1818. | ► | ►►
Arhitektura • Astronomija • Biologija • Glazba • Kazalište • Kemija • Kiparstvo • Knjige • Književnost • Kršćanstvo • Meteorologija • Medicina • Politika • Pravo • Promet • Slikarstvo • Šport • Znanost

## Događaji
- 9. lipnja – Donesena rezolucija Bečkog kongresa, čime je isti službeno i završen.
- 18. lipnja – Bitka kod Waterlooa, posljednja Napoleonova bitka
- Englez Humphry Davy načinio sigurnosnu rudarsku svjetiljku
- 15. kolovoza – Sv. Gašpar del Bufalo utemeljio Družbu Misionara Krvi Kristove.
- 9. rujna – Odlukom Bečkog kongesa Luksemburg je postao autonomno veliko vojvodstvo, doduše preko vladarske kuće Oranje-Nassau u personalnoj uniji s Nizozemskom.
- Antun Mihanović objavio je u Beču neveliku, ali važnu knjižicu Reč domovini od hasnovitosti pisanja vu domorodnom jeziku

## Rođenja
- 4. veljače – Josip Juraj Strossmayer, biskup đakovačko i srijemski († 1905.)
- 7. veljače – Ana Marija Marović,  talijansko-hrvatska redovnica († 1887.)
- 1. travnja – Otto von Bismarck, njemački držvanik i političar († 1898.)
- 18. svibnja – James Bicheno Francis, britansko-američki inženjer († 1892.)
- 12. studenoga – Elizabeth Cady Stanton, američka feministkinja († 1902.)

## Smrti
- 1. lipnja – Louis Alexandre Berthier, francuski maršal (* 1753.)
- 24. veljače – Robert Fulton, američki inženjer i izumitelj (* 1765.)

## Vanjske poveznice
|  | Zajednički poslužitelj ima još gradiva o temi 1815. |